# Fips Asmussen

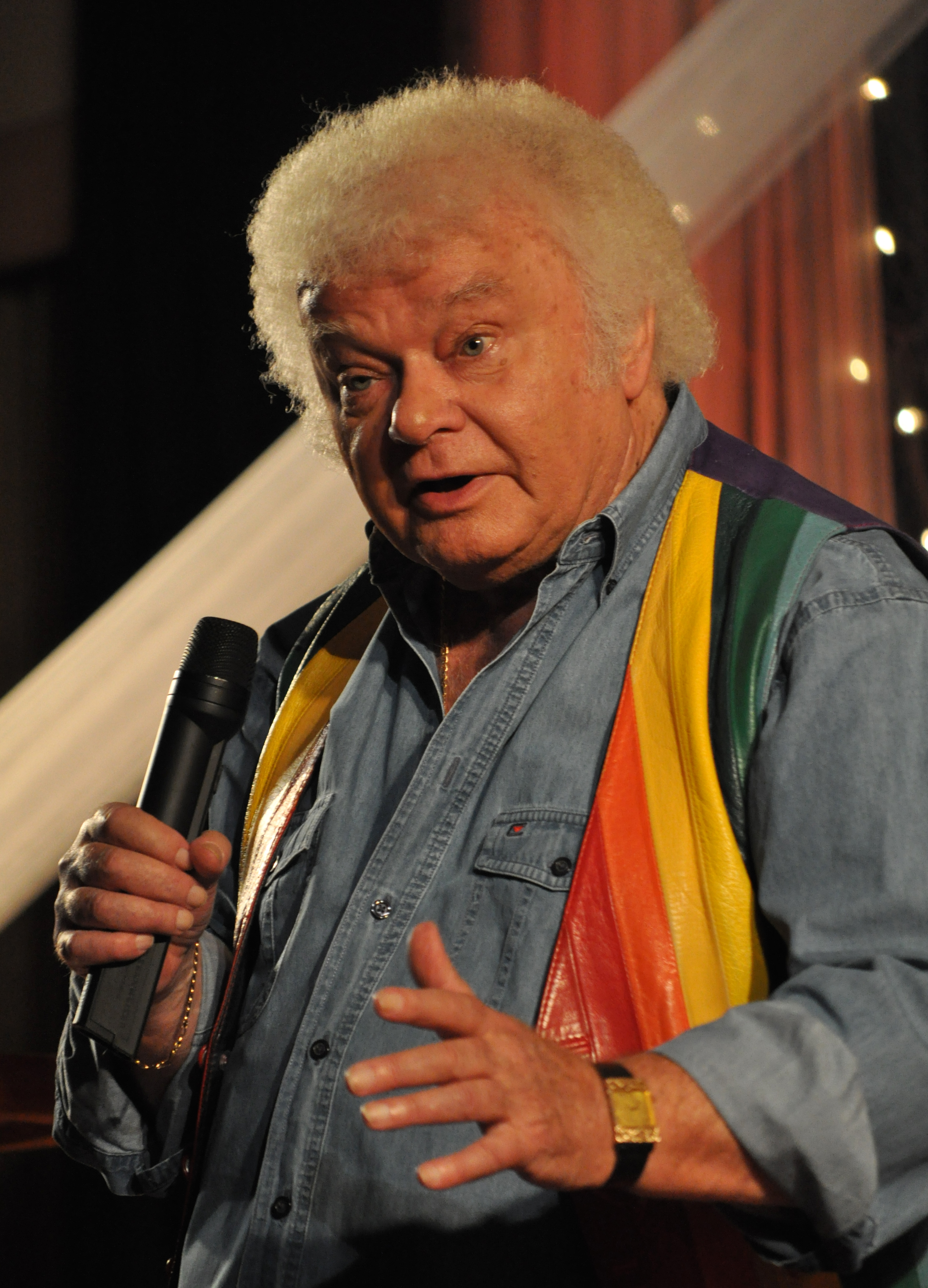
Fips Asmussen in Rostock, 2012

Fips Asmussen, eigentlich Rainer Pries, (* 30. April 1938 in Hamburg; † 9. August 2020 in Querfurt) war ein deutscher Komiker und Alleinunterhalter.

## Leben
Nur wenige biographische Details sind öffentlich dokumentiert. Nach der Schallplattenhülle der 1969 erschienenen LP Lektion für Sexmuffel war Asmussens Vater Bankkaufmann in Lübeck und bestand darauf, dass sein Sohn eine Schriftsetzerlehre absolviert. Nach bestandener Gesellenprüfung wechselte er in die Werbebranche (auf Asmussens Website ist hierzu vermerkt, er „studierte mit Diplom an der Werbe-Akademie in Hamburg“). Durch seine Tätigkeit in diesem Bereich kam er mit Künstlern in Kontakt, absolvierte eine zweijährige Gesangsausbildung und erlernte das Gitarrenspiel.
Ende der 1960er Jahre eröffnete er in der Ifflandstraße 90 in Hamburg-Hohenfelde die Kabarett-Kneipe Violette Zwiebel, in der er sowohl als Wirt als auch als Interpret tätig war. Zu jener Zeit umfasste sein Repertoire kabarettistische Lieder, Chansons und Gedichte von beispielsweise Kurt Tucholsky, Erich Kästner oder Kurt Weill und Bertolt Brecht. Asmussen führte die Violette Zwiebel einige Jahre, ehe er den Betrieb wegen der damit einhergehenden Belastung aufgab: „Vier Jahre lang habe ich jede Nacht bis früh um fünf den Alleinunterhalter gespielt. Das gibt man irgendwann auf, da kommt die Sauferei dazu, ist ja logisch.“ Nach dieser frühen Phase, die von anspruchsvollen kabarettistischen Gesangsvorträgen geprägt war, verlegte er sich ab 1973 auf das für ihn charakteristisch gewordene Erzählen von Witzen in rascher Folge.
Er war mehr als vierzig Jahre lang als Komiker tätig und ging mit seinen humoristischen Bühnenprogrammen sowohl in Deutschland als auch im Ausland auf Tournee. Daneben trat er in Hörfunk- und Fernsehsendungen auf. Zudem wurden seine Auftritte seit den frühen 1970er Jahren auch auf Tonträgern veröffentlicht, so die LPs Lektion für Sexmuffel (1969, mit Beate Hasenau) und Live in Violett – Eine Nacht in der „Violetten Zwiebel“ (1970). Seit den 1973 erschienenen Witze am laufenden Band trat er unter dem Künstlernamen Fips Asmussen in Erscheinung. Das Debütalbum Witze am laufenden Band war zugleich kommerziell am erfolgreichsten. Es erhielt für 500.000 verkaufte Exemplare eine Platin-Schallplatte in Deutschland, womit das Werk zu den meistverkauften Comedytonträgern in Deutschland zählt. Seine erste Ehefrau, mit der er eine Tochter hatte, starb 1997 an Krebs. Zwischenzeitlich ließ sich der gebürtige Hamburger in Wolfenbüttel und in Niendorf an der Stecknitz nieder. Nach der Wiedervereinigung zog Asmussen Ende der 1990er Jahre zu seiner Frau Barbara nach Querfurt. Er starb am 9. August 2020 im Alter von 82 Jahren an einer Krebserkrankung.

### Humor
In seinen Shows erzählte Asmussen Witze und Pointen, die oft in eine Erzählung eingebunden sind, z. B. über sein Alltagsleben. Sein Humor zeichnete sich durch eine hohe Pointendichte aus. Dabei bediente er sich auch Klischees und Ressentiments, z. B. über Politiker, Frauen, Schwule und Ausländer.

### Musik
Asmussen versuchte sich ab den 1970er Jahren als Stimmungssänger mit Liedern wie Ein Korn im Feldbett (eine Coverversion von Ein Bett im Kornfeld), das 1976 Platz 35 der deutschen Single-Charts erreichte. Seine Version von Mike Krügers Mein Gott, Walther! erschien ebenfalls als Single. Bis 2020 verkaufte Asmussen sieben Millionen Platten, Kassetten und CDs (für Aufnahmen von Herrenabenden teilweise unter dem Pseudonym Karl Ludwig). Er bekam drei Goldene Schallplatten für seine allesamt bei Europa erschienenen Veröffentlichungen Witze am laufenden Band (1978), Witze am laufenden Band II (1979), Eine Mütze voller Witze (1982) und schließlich Platin für Witze am laufenden Band (1978).

### Werbung
Ab 2006 warb Asmussen im Fernsehen für das Lustige Taschenbuch (Ehapa Verlag). Hierbei erzählte er betont schlechte Witze, um eine bessere Qualität der Witze im Lustigen Taschenbuch zu suggerieren.

## Veröffentlichungen

### Singles
- Mein Gott, Walther, 1975
- Es gibt Leute I + II, 1976
- Ein Korn im Feldbett (Ein Bett im Kornfeld), 1976
- Yes Baby, ich kann Boogie (Yes Sir, I Can Boogie), 1977
- Matador, 1980
- Ich Tarzan – Du Jane, 1981
- Lass mein Bier auf dem Deckel stehn, 1983
- … Nur vom Feinsten, 1983
- Typisch … (12″), 1984
- Von Vegesack bis Titisee, 1987

### LPs
- Lektion für Sexmuffel – als Rainer Pries zusammen mit Beate Hasenau, Fontana 885447 TY, 1969
- Live in Violett – Eine Nacht in der „Violetten Zwiebel“ – als Rainer Pries zusammen mit Heino Schildt, Fontana 6306001, 1970
- Witze am laufenden Band, 1973, Europa (Verkäufe: + 500.000; DE: Platin)[4]
- Quasselfilou von der Wasserkante, 1973
- Witze am laufenden Band 2, 1975, Europa (Verkäufe: + 250.000; DE: Gold)[4]
- Live – Folge 2, 1975
- Der Scharfe Herrenwitz (Damen Bitte Weghören), Metronome 2001 – als Karl-Ludwig, 1975
- Der Scharfe Herrenwitz Folge 2, Metronome 2001 – als Karl-Ludwig, 1975
- Der Scharfe Herrenwitz Folge 3, Metronome 2001 – als Karl-Ludwig, 1976
- Ab heute wird gelacht Folge 4, 1977
- Gut gezündet (Muntermacher für Daheim und Unterwegs), 1977, Europa
- Der große Fröhliche aus dem Norden, 1977
- Eine Mütze voller Witze, 1978, Europa (Verkäufe: + 250.000; DE: Gold)[4]
- Ein Herrenabend mit Adalbert Bumsdörfer, Zebra, 1978 – als Adalbert Bumsdörfer
- Nicht stubenrein!, 1979, Zebra – als Herbert Bohnensack
- In der Haifisch-Bar, 1981, Europa
- Das halt’ ich im Kopf nicht aus!, 1981, Europa
- Nur vom Feinsten, 1983, Karussell

### MCs
(das # hinter dem Titel bezeichnet die laufende Nummer der von Europa herausgegebenen MCs)
- Witz mit Fips
- In der Haifisch-Bar
- Heute wird gelacht (1991, Karussell)
- Ein Feuerwerk neuer Witze (1976, Karussell)
- Witze am laufenden Band Teil 1 und 2
- Kennen Sie den? (#10)
- Balla Balla (#7)
- Eine Mütze voller Witze (#3)
- Das halt’ ich im Kopf nicht aus (#6)
- Ab heute wird gelacht Teil 1–3
- Au weia (#4)
- Aber Hallo … (#5)
- Schlag auf Schlag (#9)
- Er nun wieder (#11)
- Auch das noch (#12)
- Aus dem Leben gegriffen (#14)
- Humor ohne Grenzen (#15)
- Da bleibt kein Auge trocken (#17)
- Live (1978)
- Die große Lachparade (1991, Karussell)
- Der Fröhliche aus dem Norden (1975, Karussell)
- … nur vom Feinsten (1983 Hamfelde-Trittau, Gasthof Waldeslust)

### CDs
Sortiert nach Folgennummer:
1. Witze am laufenden Band 1
2. Witze am laufenden Band 2
3. Eine Mütze voller Witze
4. Au weia!
5. Aber Hallo …
6. Das halt’ ich im Kopf nicht aus!
7. Balla balla
8. In der Haifischbar (2005)
9. Schlag auf Schlag
10. Kennen Sie den?
11. Er nun wieder!
12. Von Vegesack bis Titisee
13. Auch das noch!
14. … aus dem Leben gegriffen
15. Spaß muss sein
16. Jetzt geht’s rund
17. Da bleibt kein Auge trocken
18. Gnadenlos witzig
19. Grobe Feinheiten
20. Frei nach Schnauze!
21. Ausgefallene Einfälle
22. Das pralle Leben
23. Saustark
24. Ein echter Hammer (2014)

Ohne Folgennummern: (größtenteils Best-Of-Zusammenstellungen)
- Humor ohne Grenzen – Live in der DDR
- Fips ist Trumpf
- Fips Asmussen Witze – der Quasselfilou vom Dienst
- … nur vom Feinsten (Zusammenstellung/Best-Of)
- Ein Feuerwerk neuer Witze (Zusammenstellung/Best-Of)
- Das Beste / Folgen 1–2 (2012)
- Das Beste – Humor, Power Non-Stop (Doppel-CD 2013)

## Bücher
- 1991: Witze am laufenden Band
- 1991: Das Buch. 30 Jahre Humor vom Feinsten
- 1995: Echt Spitze – Lachen mit Fips Asmussen
- 1995: Und dann war da noch … Lachen mit Fips Asmussen
- 1995: Da kommt Freude auf – Lachen mit Fips Asmussen
- 1995: Das macht Spaß – Lachen mit Fips Asmussen
- 1995: Einfach lustig – Lachen mit Fips Asmussen
- 1995: Nur vom Feinsten – Lachen mit Fips Asmussen
- 1995: Das darf nicht wahr sein – Lachen mit Fips Asmussen
- 1995: Au Backe – Lachen mit Fips Asmussen
- 1995: Da geht die Post ab – Lachen mit Fips Asmussen
- 1997: Fips Asmussen – Witze am laufenden Band
- 1998: Gnadenlos witzig
- 1999: Lachen ist gesund. Die besten Witze von Deutschlands Humoristen Nr. 1
- 2013: Das Beste von Fips Asmussen: Witze, Gags & freche Sprüche (Kindle), nur digital (E-Book)

## Filmografie (Auswahl)
Fernsehen
- 1974: Eine geschiedene Frau (Miniserie)
- 1995: Großstadtrevier (Staffel 9 Folge 1)
- 2004: Rent a Pocher (Folge 15)
- 2008: Elton vs. Simon – Die Show (Folge 2)
- 2009: NDR Talk Show[15]
- 2010: Krömer – Die Internationale Show (Staffel 4)
- 2011: Inas Nacht (Staffel 7)[16]
- 2013: Spiegel TV: Witz komm raus – Unterwegs mit Fips Asmussen[17]
- 2013: Circus HalliGalli (Staffel 2)[18]
- 2019: Riverboat[19]

## Reportage
- Fred Grimm: Der ist gut! Fips Asmussen erzählt seit 40 Jahren dieselben Witze. Und das mit großem Erfolg. S. 464 ff in: Oliver Gehrs, Natascha Roshani: Das große Dummy-Buch, das Beste und Schlimmste aus 30 mal Magazinmachen, Kein & Aber, Berlin / Zürich 2011, ISBN 978-3-03-695299-4

## Sonstiges
Fips Asmussen war eines der Lieblingsopfer von Oliver Kalkofe, der sich in seiner Sendung Kalkofes Mattscheibe regelmäßig über Erscheinungsbild sowie über den aus Kalkofes Sicht primitiven Humor von Asmussen lustig machte und ihn als „Fips Arschmuskel“ oder „Furz Anussen“ bezeichnete. Asmussen revanchierte sich dafür, indem er eine Zeitlang bei seinen Liveauftritten Witze über Kalkofe erzählte.
Asmussen bezichtigte den Entertainer und Komiker Dieter Hallervorden mehrfach, verschiedene Gags ohne seine Zustimmung übernommen zu haben, so auch den bekannten Sketch Flasche Pommes Frites („Palim-Palim“), den Hallervorden über Gerhard Wollner für sein Programm von dem Entertainer Heinz Quermann gekauft habe. Tatsächlich findet sich auf der Langspielplatte Witze am laufenden Band von Fips Asmussen aus dem Jahre 1973 ein Witz mit derselben Pointe, aber einem anderen Lebensmittel („Flasche Blumenkohl“). Das „Palim, Palim“ der Türklingel fehlt dort allerdings. Die zugehörige Kontroverse wurde Ende Januar 2009 von Harald Schmidt und Oliver Pocher in der Sendung Schmidt & Pocher persifliert.